# Донат фон Тогенбург
Донат фон Тогенбург (на немски: Donat von Toggenburg; * пр. 1353; † 7 ноември 1400) е граф на Тогенбург (1364 – 1400) в кантон Санкт Гален, Швейцария.

## Произход
Той е третият син на граф Фридрих V фон Тогенбург († 19 февруари 1364) и съпругата му Кунигунда фон Фац († 6 февруари 1364), дъщеря на Донат фон Фац († 1337/1338) и Гуота фон Оксенщайн († сл. 1355). Брат е на граф Фридрих VI фон Тогенбург († 1375), Крафт IV фон Тогенбург († 1368, Берн) и Дитхелм VI фон Тогенбург († 1385), граф на Тогенбург. Сестра му Ида фон Тогенбург († 1399) е омъжена 1360 г. за граф Рудолф III фон Хоенберг († 1389), и пр. 1392 г. за Хайнрих V фон Верденберг-Сарганс († 1397). Сестра му Маргарета фон Тогенбург († пр. 1367) е омъжена за Улрих Брун II фон Рецюнс († сл. 1415).

## Фамилия
Донат фон Тогенбург се жени 1408 г. за Агнес фон Хабсбург-Лауфенбург († сл. 1425), дъщеря на граф Йохан IV фон Хабсбург-Лауфенбург († 1408) и Агнес фон Хоен-Ланденберг († сл. 1431). Те имат две дъщери:
- Кунигунда фон Тогенбург († между 2 февруари 1426 и 4 януари 1436), омъжена пр. 28 септември 1387 г. за граф Вилхелм V (VII) фон Монфорт-Брегенц († 6 март 1422)
- Клеменция фон Тогенбург († пр. 23 април 1398)